# 吉田豪とハミダシ女
『吉田豪とハミダシ女』（よしだごうとハミダシおんな）は、2016年4月6日から2016年6月22日までTOKYO MXで放送された対談番組。

## 内容
ライターの吉田豪が気になる女性を招きトークを繰り広げる番組。エムキャス配信対象番組。

## ゲスト
| 2016年 | 2016年                  | 2016年                                 |
| 回     | 放送日                  | ゲスト                                 |
| ------ | ----------------------- | -------------------------------------- |
| 1      | 4月6日、13日(再放送)    | 水野しず(タレント)                     |
| 2      | 4月20日、27日(再放送)   | 能町みね子(エッセイスト)               |
| 3      | 5月4日、11日（再放送）  | ベッド・イン（地下セクシーアイドル）   |
| 4      | 5月18日、25日（再放送） | 里咲りさ（シンガーソングライター）     |
| 5      | 6月1日、8日（再放送）   | 菅本裕子（元HKT48）                    |
| 6      | 6月15日、22日（再放送） | 生ハムと焼うどん（JKガールズユニット） |

※最終回となる6月29日放送分ではゆるめるモ！・あのが出演していたが、緊急特番のため放送が見送られたままとなっている。

## スタッフ
- ナレーション:薄井しお里
- CAM:前田大和
- メイク:大山恵奈、杉本佳織
- 編集:久保田和樹
- MA:遠藤寛也
- 音響:小川慶一
- 協力:メディア・リース、SPOT
- ディレクター:古川哲、長谷部雅人
- 演出:高澤俊太郎
- プロデューサー:緒方昌隆、立石憲一郎
- 制作:MTG
- 製作著作:Pitto TV